# Chema
Ne doit pas être confondu avec Chema Israël.
José Manuel Jiménez Sancho, dit Chema, est un footballeur espagnol né le 9 mai 1976 à Pampelune. Il évoluait au poste de milieu offensif.

## Biographie
Chema joue 3 matchs en Coupe de l'UEFA avec le club du Real Valladolid.
Au total, il dispute 536 matchs dans les trois premières divisions espagnoles, inscrivant 37 buts dans ces championnats.